# Список відео на YouTube, які отримали найбільше уподобань
Список відео на YouTube, які отримали найбільше уподобань, містить 30 відео, які отримали найбільшу кількість уподобань за весь час, взяті безпосередньо зі сторінки відео. У березні 2010 року американська відеоплатформа YouTube розмістила на цих сторінках кнопки «подобається» та «не подобається», що є частиною масштабного редизайну сайту. Це послужило заміною їхній п'ятизірковій системі оцінювання; Дизайнери YouTube визнали попередню систему неефективною, оскільки оцінки відео від двох до чотирьох зірок рідко були обраними.
Музичне відео на пісню LMFAO «Party Rock Anthem» у 2012 році було найбільш уподобаним відео на YouTube з 1,56 мільйона лайків, поки відео на пісню Psy «Gangnam Style» не перевершило його у вересні того ж року, набравши більше ніж 1,57 мільйона уподобайок. Після цього досягнення «Gangnam Style» увійшов до Книги рекордів Гіннесса як найбільш уподобане відео на YouTube та в Інтернеті станом на 2012 рік. Відео Psy залишалося найбільш уподобаним на YouTube протягом майже чотирьох років до 27 серпня 2016 року, коли Wiz Khalifa «See You Again» за участю Чарлі Пута перевершило його з 11,21 мільйонами лайків. Менш ніж через рік, 25 липня 2017 року, «Despacito» Луїса Фонсі за участю Дедді Янкі посіло перше місце з 16,01 мільйонами уподобайок. Despacito стало першим відео на YouTube, що набрало 50 мільйонів уподобайок 23 жовтня 2022 року.
ВІдео MrBeast «Would you fly to Paris for a Baguette» є найбільш вподобаним немузикальним відео. Станом на червень 2023 року це відео набрало 35 мільйонів лайків. Це також найбільш вподобане відео, що завантажено у розділ YouTube Shorts.
Найбільш вподобане немузичне та некоротке відео також належить MrBeast, з відео під назвою «Make This Video The Most Liked Video On Youtube», яке станом на червень 2023 року має 26 мільйонів лайків. Він утримує цей рекорд із травня 2019 року, після того, як перевершив PewDiePie як найбільш вподобане немузичне відео.

## Топ відео
У наведеній нижче таблиці перелічено 30 найбільш вподобаних відео на YouTube, у якій суму уподобань кожного відео округлено до найближчих десяти тисяч, користувача, який завантажив, і дати завантаження. 
| Місце              | Назва відео                                                                                      | Користувач, що завантажив                     | Уподобайки (у мільйонах) | Дата завантаження      | Примітка |
| ------------------ | ------------------------------------------------------------------------------------------------ | --------------------------------------------- | ------------------------ | ---------------------- | -------- |
| 1.                 | «Despacito»                                                                                      | Luis Fonsi за участі Daddy Yankee             | 52.00                    | 12 січня 2017 року     | [ B ]    |
| 2.                 | «See You Again»                                                                                  | Wiz Khalifa за участі Charlie Puth            | 41.34                    | 6 квітня 2015 року     | [ C ]    |
| 3.                 | «Baby Shark Dance»                                                                               | Pinkfong                                      | 40.62                    | 17 червня 2016 року    | [ D ]    |
| 4.                 | «Would you fly to Paris for a Baguette?»                                                         | MrBeast                                       | 36.63                    | 8 грудня 2022 року     | [ E ]    |
| 5.                 | «Dynamite»                                                                                       | BTS                                           | 36.61                    | 21 серпня 2020 року    | [ F ]    |
| 6.                 | «OMG Best Teacher»                                                                               | Dednahype                                     | 35.64                    | 21 грудня 2021 року    |          |
| 7.                 | «Shape of You»                                                                                   | Ed Sheeran                                    | 31.71                    | 30 січня 2017 року     | [ G ]    |
| 8.                 | «Our MOST INTENSE Balloon Popping Race»                                                          | How Ridiculous                                | 31.42                    | 19 квітня 2022 року    |          |
| 9.                 | «How Zach King Gets Away With Doing Graffiti»                                                    | dollarbill (re-uploader), Zach King (creator) | 31.17                    | 23 липня 2019 року     | [ H ]    |
| 10.                | «If Cleaning Was a Timed Sport. Part 2»                                                          | DanielLaBelle                                 | 30.01                    | 18 жовтня 2022 року    |          |
| 11.                | «Home Alone in a Rush»                                                                           | DanielLaBelle                                 | 28.43                    | 7 грудня 2021 року     |          |
| 12.                | «Boy with Luv»                                                                                   | BTS featuring Halsey                          | 27.94                    | 12 квітня 2019 року    | [ I ]    |
| 13.                | «Gangnam Style»                                                                                  | Psy                                           | 27.01                    | 15 липня 2012 року     | [ J ]    |
| 14.                | «Faded»                                                                                          | Alan Walker                                   | 26.87                    | 3 грудня 2015 року     | [ K ]    |
| 15.                | «Make This Video The Most Liked Video On Youtube»                                                | MrBeast                                       | 26.37                    | 16 січня 2019 року     |          |
| 16.                | «Lovely»                                                                                         | Billie Eilish and Khalid                      | 25.18                    | 29 квітня 2018 року    | [ L ]    |
| 17.                | «Alone»                                                                                          | Marshmello                                    | 24.64                    | 2 липня 2016 року      | [ M ]    |
| 18.                | «Kill This Love»                                                                                 | Blackpink                                     | 24.60                    | 4 квітня 2019 року     | [ N ]    |
| 19.                | «How You Like That»                                                                              | Blackpink                                     | 24.58                    | 26 червня 2020 року    | [ O ]    |
| 20.                | «Giving iPhones Instead Of Candy on Halloween»                                                   | MrBeast                                       | 24.05                    | 2 листопада 2022 року  |          |
| 21.                | «Baby»                                                                                           | Justin Bieber featuring Ludacris              | 23.76                    | 19 лютого 2010 року    | [ P ]    |
| 22.                | «Power Tools Racing is INTENSE»                                                                  | How Ridiculous                                | 23.52                    | 12 квітня 2022 року    |          |
| 23.                | «I drew Khaby Lame and Bella Poarch and gave it to them (crazy reaction!)»                       | Devon Rodriguez                               | 23.19                    | 18 серпня 2022 року    |          |
| 24.                | «Ddu-Du Ddu-Du»                                                                                  | Blackpink                                     | 23.05                    | 15 червня 2018 року    | [ Q ]    |
| 25.                | «Butter»                                                                                         | BTS                                           | 22.95                    | 21 травня 2021 року    | [ R ]    |
| 26.                | «My Forever Sunshine/Don't touch me/Girl Revenge/Attidute girl/Thai drama whatsapp status tamil» | JK Editz                                      | 22.92                    | 3 лютого 2022 року     |          |
| 27.                | «DNA»                                                                                            | BTS                                           | 22.78                    | 18 вересня 2017 року   | [ S ]    |
| 28.                | «Revenge»                                                                                        | Lucas and Marcus                              | 21.55                    | 26 липня 2022 року     |          |
| 29.                | Jiska koi nhi hota uska khuda hota hai                                                           | Azhan5star                                    | 21.15                    | 19 листопада 2021 року |          |
| 30.                | «The Rock Vs MrBeast For $100,000»                                                               | MrBeast                                       | 21.12                    | 21 жовтня 2022 року    |          |
| As of June 1, 2023 |                                                                                                  |                                               |                          |                        |          |

## Історичні найбільш вподобані відео
У наведеній нижче таблиці наведено відео, які отримали найбільшу кількість уподобайок на YouTube, починаючи з використання кнопки «Подобається» в березні 2010 року і до сьогоднішнього дня.
| Назва відео           | Користувач, що завантажив | Уподобайки | Дата завантаження   | Дата досягнення       | Днів утримано | Посилання | Примітки |
| --------------------- | ------------------------- | ---------- | ------------------- | --------------------- | ------------- | --------- | -------- |
| «Despacito»⁂          | Luis Fonsi                | 16,010,000 | 12 січня 2017 року  | 25 липня, 2017 року   | 2774          | [ 40 ]    | [ T ]    |
| «See You Again»       | Wiz Khalifa               | 11,210,000 | 6 квітня 2015 року  | 27 серпня 2016 року   | 332           | [ 41 ]    |          |
| «Gangnam Style»*      | Psy                       | 1,570,000  | 15 липня 2012 року  | 13 вересня 2012 року  | 1444          | [ 19 ]    | [ U ]    |
| «Party Rock Anthem»   | LMFAO                     | 1,390,000  | 8 березня 2011 року | 4 квітня 2012 року    | 162           | [ 45 ]    |          |
| «Kony 2012»           | Invisible Children        | 1,350,000  | 5 березня 2012 року | 17 березня 2012 року  | 18            | [ 47 ]    | [ V ]    |
| «Party Rock Anthem»   | LMFAO                     | 950,000    | 8 березня 2011 року | 3 листопада 2011 року | 135           | [ 48 ]    | [ W ]    |
| «Baby»                | Justin Bieber             | 760,000    | 19 лютого 2010 року | 6 липня 2011 року     | 120           | [ 52 ]    |          |
| «Evolution of Dance»* | Judson Laipply            | 620,000    | 6 квітня 2006 року  | 31 березня 2010 року  | 462           | [ 54 ]    | [ X ]    |
| 1.                    |                           |            |                     |                       |               |           |          |

1. ↑  Приблизна кількість уподобайок, що мало кожне відео, коли воно стало найбільш уподобаним на YouTube

Хронологічна шкала найбільш уподобаних відео (березень 2010 року — січень 2021 року)

## Уточнення
1. ↑  Some videos may not be available worldwide due to YouTube's regional restrictions in certain countries.
2. ↑  "Despacito" surpassed "See You Again" as the most-liked video on July 25, 2017; first video to reach 20 million likes on August 30, 2017;[4] first video to reach 30 million likes on September 29, 2018; first video to reach 40 million likes on September 24, 2020; and the first video to reach 50 million likes on October 23, 2022.
3. ↑  "See You Again" surpassed "Gangnam Style" as the most-liked video on August 27, 2016; second video to reach 30 million likes on September 12, 2020.
4. ↑  "Baby Shark Dance" is the fifth video to reach 20 million likes on August 31, 2020; fourth video to reach 30 million likes on August 21, 2021; third video to reach 40 million likes on April 19, 2023.
5. ↑  "Would you fly to Paris for a Baguette?" became the most liked non-music video on youtube after surpassing "OMG best teacher" on June 7th 2023.
6. ↑  "Dynamite" is the sixth and fastest video to reach 20 million likes, doing so on October 23, 2020, two months after release;[9] third and fastest video to reach 30 million likes on August 11, 2021, less than a year after release.[10]
7. ↑  "Shape of You" is the third video to reach 20 million likes on June 12, 2019.
8. ↑  "How Zach King Gets Away With Doing Graffiti" is the fourteenth video to reach 20 million likes on October 24, 2021.
9. ↑  "Boy with Luv" is the eighth video to reach 20 million likes on December 2, 2020.
10. ↑  "Gangnam Style" surpassed "Party Rock Anthem" as the most-liked video on September 13, 2012;[19] first video to reach 10 million likes on November 3, 2015;[20] seventh video to reach 20 million likes on December 7, 2020.
11. ↑  "Faded" is the fourth video to reach 20 million likes on July 3, 2020.
12. ↑  "Lovely" is the fifteenth video to reach 20 million likes on October 25, 2021.
13. ↑  "Alone" is the ninth video to reach 20 million likes on March 31, 2021.
14. ↑  "Kill This Love" is the eleventh video to reach 20 million likes on July 25, 2021.
15. ↑  "How You Like That" is the tenth video to reach 20 million likes on May 2, 2021.
16. ↑  "Baby" surpassed "Evolution of Dance" as the most-liked video on July 6, 2011.[29][30] It is the sixteenth video to reach 20 million likes on December 23, 2021.
17. ↑  "Ddu-Du Ddu-Du" is the seventeenth video to reach 20 million likes on December 24, 2021.
18. ↑  "Butter" is the thirteenth video to reach 20 million likes on October 15, 2021.
19. ↑  "DNA" is the twelfth video to reach 20 million likes on August 2, 2021.
20. ↑  "Despacito" became the first video to reach 20 million likes on August 30, 2017;[4] first video to reach 30 million likes on September 29, 2018; first video to reach 40 million likes on September 24, 2020; and the first video to reach 50 million likes on October 23, 2022.
21. ↑  "Gangnam Style" became the first video to reach 2 million likes on September 18, 2012,[42] 5 million likes on November 11, 2012,[43] and 10 million likes on November 3, 2015.[20]
22. ↑  "Kony 2012" was a viral campaign by Invisible Children that aimed to raise support for Joseph Kony's arrest. In 12 days it became YouTube's most-liked video, only to be surpassed by "Party Rock Anthem" 18 days later.
23. ↑  "Party Rock Anthem" was the first video to reach 1 million likes on November 15, 2011.[49][50][51] It is the only video on this list to hold the No. 1 spot on more than one occasion.
24. ↑  "Evolution of Dance" was YouTube's first video to hold the No. 1 spot on this list. When the video was uploaded in 2006, YouTube still used the 5-star rating system. On March 31, 2010, when the rating system changed to likes and dislikes, all previous 1 star ratings were converted to dislikes and all 5 star ratings were converted to likes. This automatically made "Evolution of Dance" YouTube's most-liked video at the time.